# Cột có tượng Đức Mẹ Đồng trinh ở Javorník

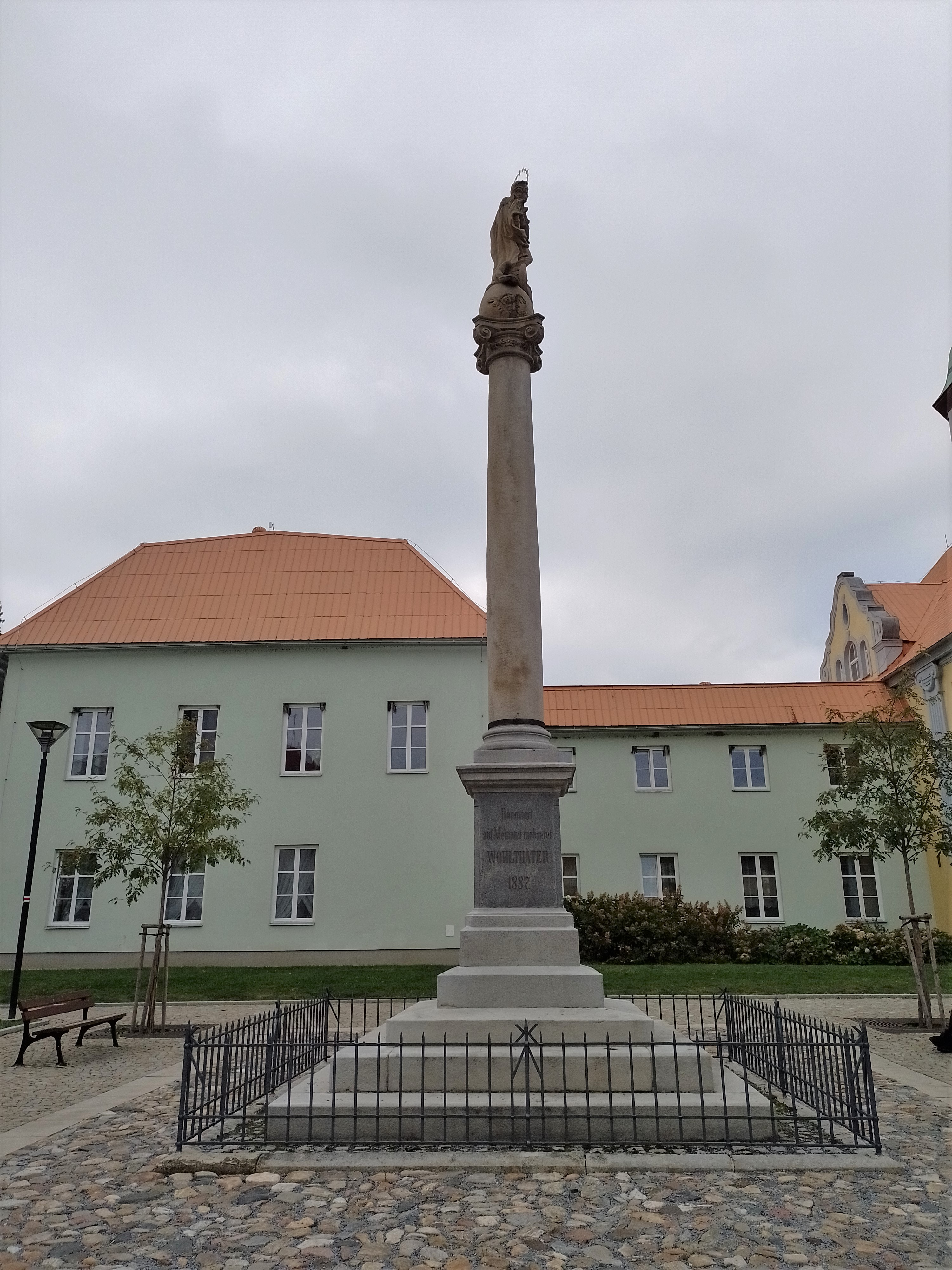
Cột có tượng Đức Mẹ Đồng trinh ở Javorník (2021)

Cột có tượng Đức Mẹ Đồng trinh ở Javorník (tiếng Séc: Sloup se sochou Panny Marie v Javorníku) là một trong những tượng đài tôn giáo nổi tiếng về Đức Mẹ, tọa lạc ở thị trấn Javorník, huyện Jeseník, vùng Olomoucký, Cộng hòa Séc. Tượng đài này có tên trong danh sách các di tích văn hóa của Cộng hòa Séc.

## Lịch sử
Cột có tượng Đức Mẹ Đồng trinh được xây dựng vào năm 1723, nhằm tưởng nhớ các nạn nhân của trận dịch hạch đã bùng phát tại thị trấn Javorník vào năm 1713. Kinh phí xây dựng cột Đức Mẹ đến từ cha xứ Godfried Josef Lorenz và nguồn hỗ trợ tài chính đáng kể của ủy viên hội đồng thị trấn và thợ làm bánh  Augustin Benedikt Hancke.
Công trình được sửa chữa vào năm 1787, và đến năm 2013 thì được tái thiết lại. Cột với diện mạo mới được thánh hiến long trọng vào ngày 10 tháng 11 năm 2013.

## Mô tả
Trên cột đá granit là bức tượng bằng đá sa thạch khắc họa hình ảnh Đức Trinh Nữ Maria Vô nhiễm nguyên tội đang bế Chúa Giêsu hài đồng. Mẹ Maria đội một vầng hào quang được kết từ 12 ngôi sao. Tổng chiều cao của công trình này khoảng 6 mét.